# 重廣礼香
重廣 レイカ（しげひろ れいか、1990年5月2日 - ）は、日本の女優、タレント。神奈川県出身。

## 出演

### テレビドラマ
- 紅蓮女 第2話 - 安西百合子 役
- ホカベン
- 学校じゃ教えられない! 第4話
- 侍戦隊シンケンジャー 第6話 - 花織みつば 役
- 曲げられない女 第9話 - 介護士 役
- ジョーカー 許されざる捜査官 第3話 - 内海晴香 役
- マジすか学園2 第7～11話 - 捨照護路ヤンキー 役
- よろず占い処 陰陽屋へようこそ 第10話 - 只野照子（青年期） 役
- 動物戦隊ジュウオウジャー 第11話 - レポーター 役

### 映画
- ニコラの橋（2007年）
- MEMO（2008年） - 金子 役
- おにいちゃんのハナビ（2010年） - 松田美奈 役
- 牙狼-GARO- 〜RED REQUIEM〜（2010年） - ルカ 役
- さらば あぶない刑事（2016年） - あゆみ 役
- ヘブンズ・ストーリー - 梨花 役
- Lost Paradise in Tokyo - 駒田真美 役ラストパラダイスイントーキョー（2009年）マミ役

### CM
- ほっともっと
- 富士急ハイランド インフォマーシャル
- ソフトバンクモバイル インフォマーシャル
- P&G ファブリーズ
- NTTドコモ らくらくホン
- バンダイ ビーズステーション
- JR東日本 企業CM
- 大京 ライオンズマンション
- アコーディア・ゴルフ
- JR東日本 企業CM

### スチール
- 総務省 「さわやか行政サービス運動」
- 角川書店 ポスター
- 朝日新聞
- 07年度リクルートブランド

### その他
- 山崎まさよし「ADDRESS (アルバム)」PV
- ケータイドラマ「Re:涙雨、」（魔法のiらんどTV） - 主人公：早川あすか 役